# Montpollin
Montpollin és un municipi delegat de França, situat al departament de Maine i Loira i a la regió de País del Loira. L'any 2007 tenia 182 habitants.
L'1 de gener del 2013, Montpollin va fusionar amb altres quatre municipis (Baugé, Pontigné, Saint-Martin-d'Arcé i Le Vieil-Baugé) i conformen el municipi nou Baugé-en-Anjou.

## Demografia

### Població
El 2007 la població de fet de Montpollin era de 182 persones. Hi havia 68 famílies de les quals 11 eren unipersonals (11 homes vivint sols), 25 parelles sense fills i 32 parelles amb fills.
La població ha evolucionat segons el següent gràfic:
Habitants censats

### Habitatges
El 2007 hi havia 85 habitatges, 68 eren l'habitatge principal de la família, 9 eren segones residències i 8 estaven desocupats. Tots els 82 habitatges eren cases. Dels 68 habitatges principals, 53 estaven ocupats pels seus propietaris i 15 estaven llogats i ocupats pels llogaters; 3 tenien dues cambres, 7 en tenien tres, 21 en tenien quatre i 37 en tenien cinc o més. 61 habitatges disposaven pel capbaix d'una plaça de pàrquing. A 29 habitatges hi havia un automòbil i a 35 n'hi havia dos o més.

### Piràmide de població
La piràmide de població per edats i sexe el 2009 era:
| Homes | Edats   | Dones |
| ----- | ------- | ----- |
| 0     | 95 o +  | 0     |
| 0     | 90 a 94 | 0     |
| 8     | 85 a 89 | 0     |
| 0     | 80 a 84 | 4     |
| 0     | 75 a 79 | 0     |
| 4     | 70 a 74 | 0     |
| 4     | 65 a 69 | 4     |
| 8     | 60 a 64 | 4     |
| 0     | 55 a 59 | 4     |
| 0     | 50 a 54 | 0     |
| 4     | 45 a 49 | 4     |
| 0     | 40 a 44 | 0     |
| 12    | 35 a 39 | 4     |
| 8     | 30 a 34 | 8     |
| 4     | 25 a 29 | 4     |
| 0     | 20 a 24 | 0     |
| 4     | 15 a 19 | 0     |
| 8     | 10 a 14 | 8     |
| 0     | 5 a 9   | 0     |
| 0     | 0 a 4   | 0     |

## Economia
El 2007 la població en edat de treballar era de 114 persones, 99 eren actives i 15 eren inactives. De les 99 persones actives 90 estaven ocupades (49 homes i 41 dones) i 8 estaven aturades (4 homes i 4 dones). De les 15 persones inactives 8 estaven jubilades, 3 estaven estudiant i 4 estaven classificades com a «altres inactius».

### Ingressos
El 2009 a Montpollin hi havia 75 unitats fiscals que integraven 203,5 persones, la mediana anual d'ingressos fiscals per persona era de 16.607 €.

### Activitats econòmiques
L'any 2000 a Montpollin hi havia 9 explotacions agrícoles que ocupaven un total de 424 hectàrees.

## Poblacions més properes
El següent diagrama mostra les poblacions més properes.